# NGC 4726
NGC 4726 est une galaxie spirale (lenticulaire ?) vue par la tranche et située dans la constellation du Corbeau. Sa vitesse par rapport au fond diffus cosmologique est de 7 959 ± 60 km/s, ce qui correspond à une distance de Hubble de 117,4 ± 8,3 Mpc (∼383 millions d'al). NGC 4726 a été découverte par l'astronome allemand Wilhelm Tempel en 1882.
NGC 4726 présente une large raie HI.

## Supernova
La supernova SN 2012bo a été découverte dans NGC 4726 le 27 mars 2012 à Yamagata au Japon par l'astronome japonais Koichi Itagaki. Cette supernova était de type Ia.